# Каторі (повіт)
Пові́т Като́рі (яп. 香取郡, かとりぐん, МФА: [katoɾʲi guɴ]) — повіт в префектурі Тіба, Японія.
Серед містечок повіту — Тако, де за легендою народився засновник бойового мистецтва Тенсин Седен Каторі Синто-рю монах Іїзаса Ієнао.
Інші містечка:
- Кодзакі (Тіба)
- Тоносьо (Тіба)